# 迈克尔·萨塔
迈克尔·查尔斯·奇卢菲亚·萨塔（英語：Michael Charles Chilufya Sata；1937年7月6日—2014年10月28日），是赞比亚主要政党爱国阵线（PF）的领导人，2011年9月23日起任赞比亚第五任总统。

## 政治生涯
在弗雷德里克·奇卢巴任职总统期间，萨塔在1990年代作为多党民主运动（MMD）的党员担任部长一职。
2001年，由于奇卢巴提名利维·姆瓦纳瓦萨作为继任的总统候选人，所以萨塔退出了多党民主运动，并组建了新党—爱国阵线，不过在2001年的大选中他遭到惨败。
2006年总统大选中，他的得票率为29.4%，输给了利维·姆瓦纳瓦萨的43%；2008年利维去世后的总统大选中(正常选举是五年一届)，他又以38.13%负给了魯皮亞·班達的40.09%。
2011年的总统大选是他第四次参加总统选举，9月20日正式投票，9月23日凌晨结果出炉：他以43%的得票率获得了1150045张选票，击败了时任总统魯皮亞·班達36.1%的961796张，当选为新一任总统。
2014年10月28日，他在倫敦逝世，享年77岁。